# Повітряні сили Литви
Повітряні сили Литви або ПСЛ (лит. Lietuvos karinės oro pajėgos (LK KOP)) — вид військової авіації збройних сил Литви. Він складається з професійних військовослужбовців і цивільного персоналу. Підрозділи розміщуються на військовому аеродромі Шяуляй біля міста Шяуляй, у Радвилішкісі та Каунасі.

## Історія

### 1919—1940
Після проголошення незалежності Литви 16 лютого 1918, найбільш актуальним завданням нового уряду була організація збройних сил, які б були спроможні дати відсіч ворожим арміям, які наступали з усіх боків. Перший наказ про створення збройних сили Литви було проголошено 23 листопада 1918 року.
У січні 1919 року, у складі збройних сили було створено інженерну роту, яка містила авіаційний загін. З 12 березня 1919, група була реорганізована у авіаційну роту і стала незалежним військовим підрозділом. Її командувачем став офіцер інженерів морської піхоти Петрас Петроніс. Ця дата вважається днем створення повітряних сил Литви.
Від березня до грудня 1919 та від 1932 до 1940, у Каунасі працювала школа військової авіації. Підготовка проходила за багатьма напрямами: пілоти, спостерігачі, стрільці та механіки.
Перший літак (Sopwith 1½ Strutter) був захоплений збройними силами Литви в Червоної армії 5 лютого 1919 року біля міста Єзнас. З 27 лютого 1919 було отримано вісім нових розвідувальних літаків LVG C.VI. Вони були закуплені у Німеччині. У червні було придбано ще п'ять літаків. Протягом наступних років деякі літаки були отримані як військові репарації та відремонтовані у литовських авіаційних майстернях, багато було закуплено у різних країнах та декілька було побудовані власними конструкторами Юрґісом Добкевічюсом та Антанасом Ґустайтісом.
Військова авіація литви відіграла важливу роль у битвах з військовими підрозділами Червоної армії та Польщі. Пілотом із найбільшою кількістю бойових вильотів був Юрґіс Добкевічюс, який згодом став першим литовським розробником і будівником літаків. 12 травня 1920 Вітаутас Рауба став першим литовським авіатором, який загинув у авіакатастрофі. 4 жовтня того ж року під час бою з польськими збройними силами було збито перший літак з литовським екіпажем. Пілот літака, Юозас Кумпіс, командувач Першого литовського авіазагону був тяжко поранений і помер у польському полоні.

Починаючи від 1920 року підрозділи військової авіації перейменовувались декілька разів і через деякий час після 1928 року вони стали еквівалентом повітряних сил Литви.

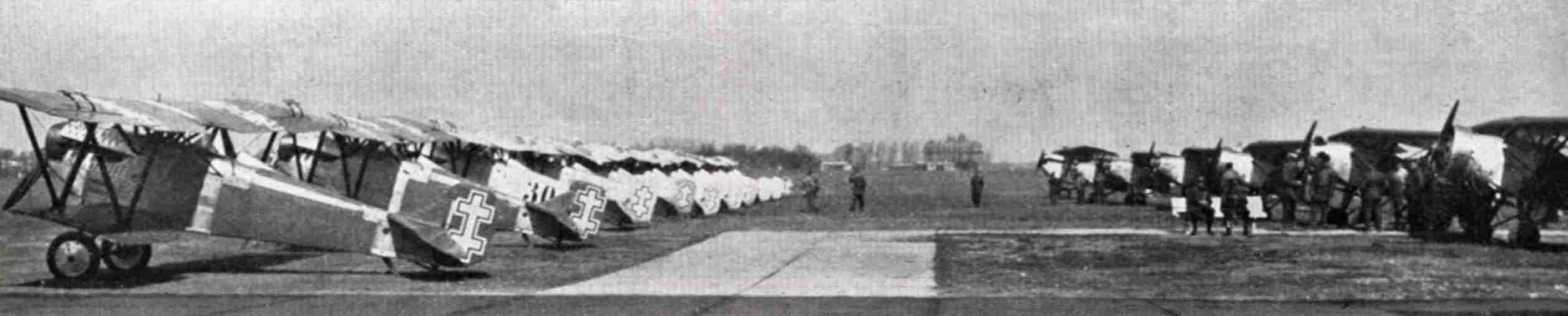
Літаки повітряних сил Литви у Зокняи, 1937

Повітряні сили Литви надавали підтримку розвитку та поширенню різним напрямкам діяльності пов'язаним із аеронавтикою, таким як планерний спорт. У 1933 році у кооперації з аероклубом Литви, вони сприяли створенню планерної школи у Ніді та відправили свого єдиного досвідченого пілота планериста Григоріуса Радвеніса бути її керівником та інструктором.
У 1940 році повітряні сили Литви складались з восьми авіаційних ескадрилей, включаючи розвідувальні, винищувальні, бомбардувальні та навчальні підрозділи. Бази повітряних сил розміщувались у містах та містечках Каунас /Жагаріскес, Шяуляй /Зокняи (аеродром Зокняи), Паневежис /Пайостіс. У літню пору року також використовувались аеропорти у містах Паланга та Рукла. Склад повітряних сил того часу налічував загалом 117 літаків та 230 пілотів і спостерігачів.

### Після 1992

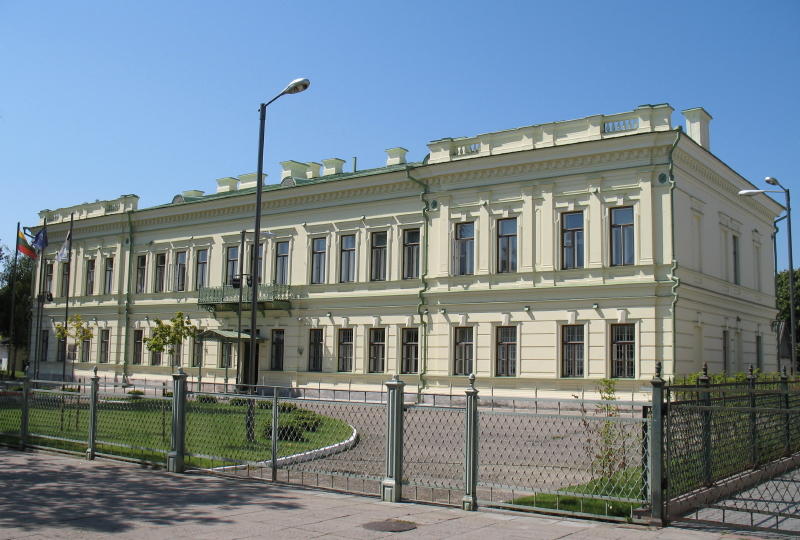
Штаб повітряних сил Литви, Каунас

23 січня 1992 року міністр оборони підписав наказ про створення штату для повітряної бази повітряної служби. Але фактична база на території аеропорту Шяуляй (аеродром Барисіай) було створено лише у березні, коли відповідно до постанови Уряду Литовської Республіки, усі інфраструктура, будівлі та територія разом із 24 літаками Ан-2 були передані зі складу «Lithuanian Airlines» до авіаційної служби міністерства оборони у січні 1992 року.
12 червня 1992 року, в перший раз після відновлення незалежності Литви, літак Ан-2 відзначений подвійним хрестом Витіса на крилах — розпізнавальним знаком повітряних сил Литви — піднявся у повітря з аеродрому Барисіай. Ця дата вважається датою створення авіаційної бази. В лютому 1993 чотири літаки L-39C Альбатрос були закуплені у Киргизстану.
Після 1 березня 1993 року авіаційна служба була переформатована у повітряні сили Литви і авіаційну базу перейменували на Першу авіаційну базу повітряних сил Литви. У січні 1994 року Литва офіційно подала заявку на вступ до НАТО. Від 1995 до 1999 року, відповідно до постанови уряду Литви Перша авіабаза була переведена на аеродром Жокняни неподалік Шяуляю, що використовувався для базування крила винищувачів, підрозділів радіоелектронної боротьби та розвідки протягом радянської окупації.
Відповідно до наказу міністра оборони Литовської Республіки Лінаса Лінкявічюса, Перша та Друга авіаційні бази були реорганізовані у Повітряну базу повітряних сил Литви від 1 жовтня 2004 року. До 2004 року авіабази мали у своєму розпорядженні лише легкі ударні реактивні та транспортні літаки, які були доповнені гелікоптерами після реконструкцій.

## Структура
Штаб командування повітряних сил Литви та Командування повітряного спостереження та контролю знаходяться у Каунасі, а центр контролю повітряного простору розміщується поряд у Кармелаві. Повітряна база та Станція ремонту озброєння та оснащення повітряних сил знаходяться у Шяуляї. Батальйон протиповітряної оборони, сформований у 2000 році, знаходиться у Радвилішкіському районі.

### Повітряна база
Персонал, авіація та оснащення повітряної бази беруть участь у багатьох міжнародних навчаннях, як за кордоном так і вдома.
Основними завданнями повітряної бази є:
- Підтримка приймаючої країни для сил Балтійської повітряної поліції НАТО;
- Пошуково-рятувальні операції;
- Перевезення людей, вантажів, та VIP-персон;
- Повітряна медична евакуація;
- Розгортання персоналу;
- Підтримка сухопутних військ та військово-морських сил;
- Навчання задля покращення боєготовності персоналу повітряної бази.Литовський Мі-8 на RIAT 2005 року

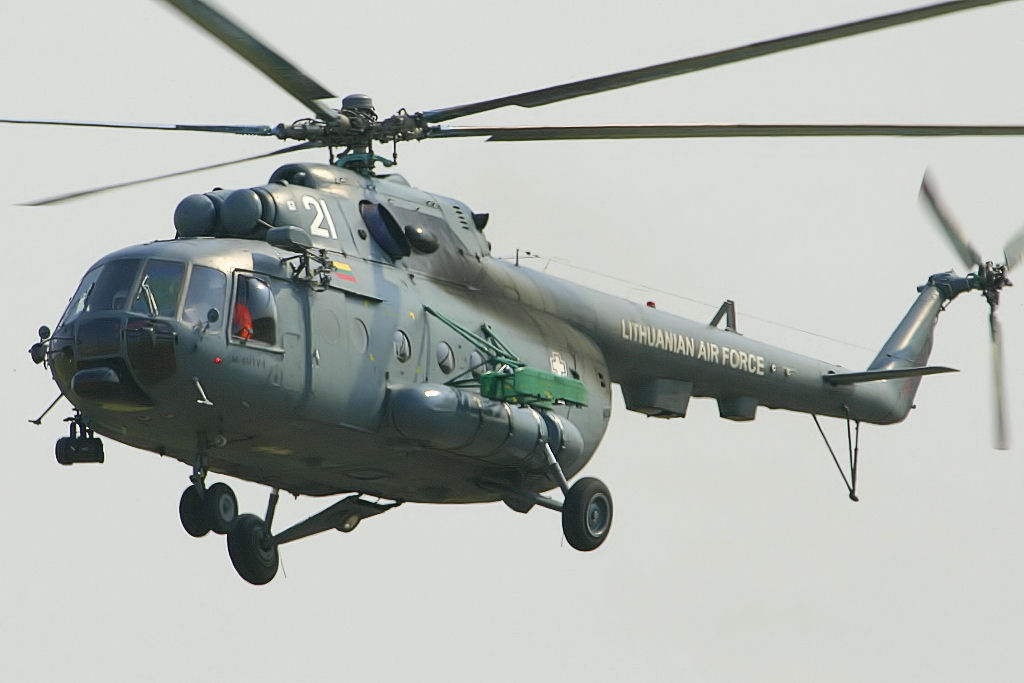
Литовський Мі-8 на RIAT 2005 року

### Батальйон протиповітряного захисту

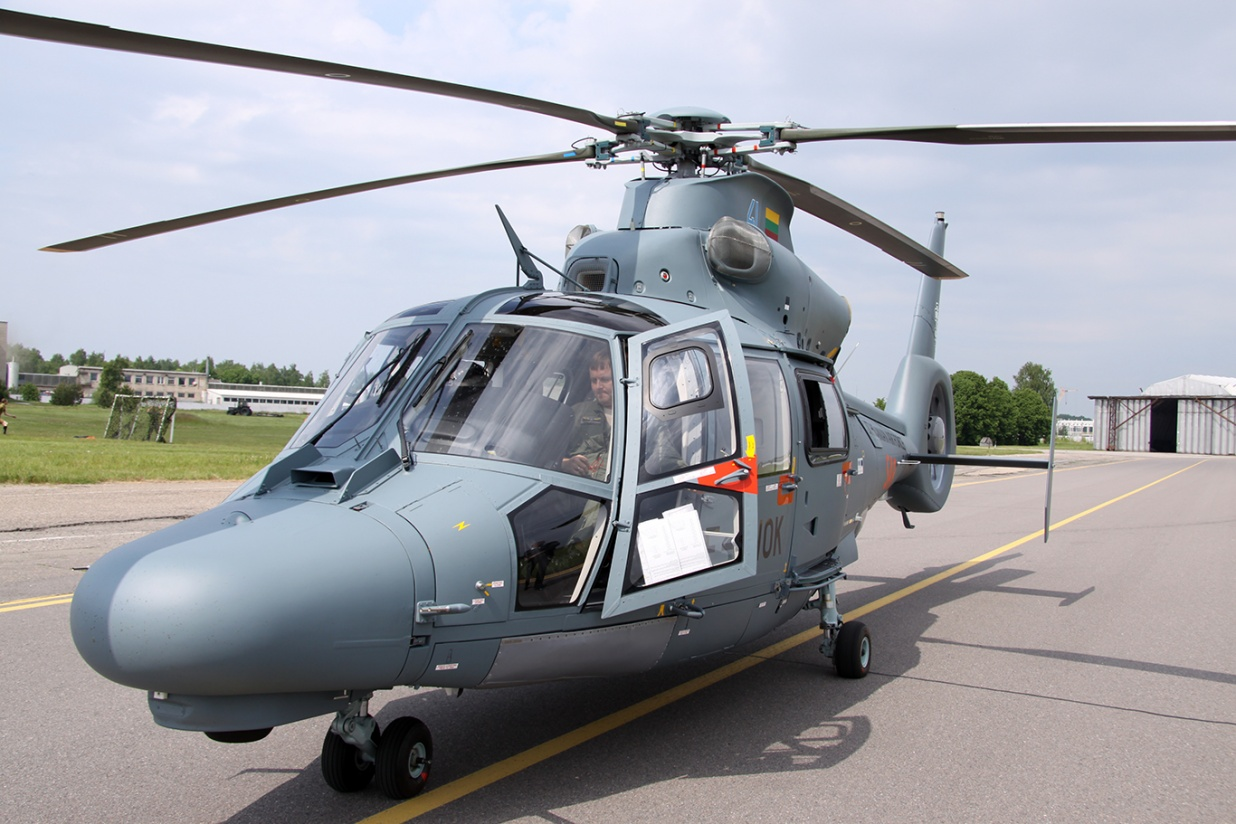
Eurocopter AS365+ Dauphin повітряних сил Литви.

Основні завдання батальйону протиповітряної оборони включають у себе:
- Захист критичних об'єктів інфраструктури від повітряних атак з низьких та середніх висот;
- Підтримка сухопутних військ у боротьбі із наземною броньованою технікою та у інших заходах;
- Підготовка військового персоналу до виконання бойових завдань.

На стадії розвитку, одним із головних завдань батальйону протиповітряної оборони є розвиток інфраструктури.

### Командування повітряного спостереження та контролю
Командування повітряного спостереження та контролю тісно співпрацює з Балтійською системою повітряного спостереження, BALTNET. Була розроблена відповідна правова документація проекту BALTNET, на основі якої був підписаний Меморандум про взаєморозуміння з підготовки військових кадрів між литовським, естонським, латиським і данським міністерствами оборони.
Регіональний центр координації спостереження повітряного простору (англ. Regional Air Spaces Surveillance Co-ordination Centre, RASSCC), штаб проекту BALTNET, було створено у центрі контролю повітряного простору LTAF і він повністю функціонує з початку 2000 року. Військовослужбовці з усіх трьох балтійських країн служать операторами повітряного спостереження в центрі і змінюються за ротацією відповідно до національних графіків. Командувач центру призначається на два роки і представляє одну з балтійських країн.

### Станція ремонту озброєння та оснащення
Основним завданням Станції ремонту озброєння та оснащення є:
- Проведення регламентних робіт з технічного обслуговування, а також незначний і середній ремонт озброєння та оснащення повітряних сил у польових умовах;
- Модернізація оснащення повітряних сил відповідно до сучасних потреб авіації і стандартів НАТО;
- Підготовка технічних вимог для проведення тендерів централізованого ремонту, модернізації та закупівлі оснащення;
- Проведення регламентних робіт з технічного обслуговування, нагляд і ремонт рятувального обладнання, що використовується в пошуково-рятувальних місіях;
- За необхідності, проведення технічного обслуговування та незначний ремонт спеціального обладнання партнерів по НАТО, що виконують функції охорони повітряного простору Литви;
- За необхідності, забезпечення необхідних приміщень для проведення незначного ремонту літаків країн-партнерів по НАТО;
- Підвищення рівня військової та професійної підготовки персоналу, з тим щоб мати можливість в майбутньому проводити періодичне технічне обслуговування та ремонт повітряних суден західного типу.

## Балтійська повітряна поліція
Після приєднання Литви до НАТО у 2004 році, її (разом із Латвією та Естонією) повітряний простір захищений за допомогою НАТО. Зазвичай країни-члени НАТО надають 4 винищувачі, що базуються у Литві, для охорони повітряного простору балтійських країн. Розгорнуті сили міняються на основі ротації між країнами-членами НАТО (розпочалась у березні 2004 з винищувачів F-16 повітряних сил Бельгії) і більшість країн НАТО, що мають винищувачі вже брали участь у цій місії. Балтійські країни розглядають можливість захисту свого повітряного простору власними силами.

## Модернізація
У відповідності із визначеними пріоритетами, повітряні сили Литви виконують плани модернізації.
Від проголошення незалежності у 1991 році, повітряні сили Литви закупили 3 нові військово-транспортні літаки C-27J Spartan. Вони замінили собою старіші радянські Ан-26.
Два літаки L-39ZA пройшли через роботи з продовження технічного ресурсу у 2007 році вРумунії. Профілактичні роботи включали вичерпний огляд усіх авіаційних агрегатів та капітальний ремонт двигунів. Було встановлено нове навігаційне обладнання GNS 530 та змінено систему радіозв'язку пілотів. Ці літаки використовуються для підготовки офіцерів управління винищувачами в місії повітряної поліції та командних офіцерів винищувачів.
Також була проведена комплексна програма капітального ремонту, оновлення та модернізації гелікоптерів Мі-8 повітряних сил та двомоторних транспортних літаків малого радіусу Л-410. Також існують плани щодоТам також плани, висунуті урядом Литви, щодо відновлення гелікоптерного парку у 2014—2015 роках. У 2013 році було замовлено до 3-х Eurocopter AS565 Panther у Франції на суму $72 млн. (доларів США). Доставка запланована від 2015 року. Угода фінансується за рахунок ЄС і ці 3 нові гелікоптери стануть першими новими повітряними суднами для розширення повітряних сил.

## Техніка та озброєння
Згідно з даними IISS The Military Balance на 2022 рік Військово-повітряні сили Латвії мали у своєму розпорядженні таку техніку:
| Літак                    | Фото        | Походження  | Тип                              | На службі   | Примітки                                         |
| Транспортні              | Транспортні | Транспортні | Транспортні                      | Транспортні | Транспортні                                      |
| ------------------------ | ----------- | ----------- | -------------------------------- | ----------- | ------------------------------------------------ |
| Alenia C-27J             |             | Італія      | транспортний                     | 3           |                                                  |
| Let L-410 «Turbolet»     |             | Чехія       | транспортний                     | 2           |                                                  |
| Cessna 172               |             | США         | учбовий                          | 1           |                                                  |
| Гелікоптери              |             |             |                                  |             |                                                  |
| Eurocopter AS365 Dauphin |             | Франція     | пошуково-рятувальний / підтримки | 3           |                                                  |
| UH-60 Black Hawk         |             | США         | багатоцільовий                   | 0 (4)       | очікується поставка із 4х замовлених у 2024 році |
| БПЛА                     |             |             |                                  |             |                                                  |
| ScanEagle                |             | США         | розвідувальний                   |             |                                                  |

### Літаки та гелікоптери зняті з озброєння

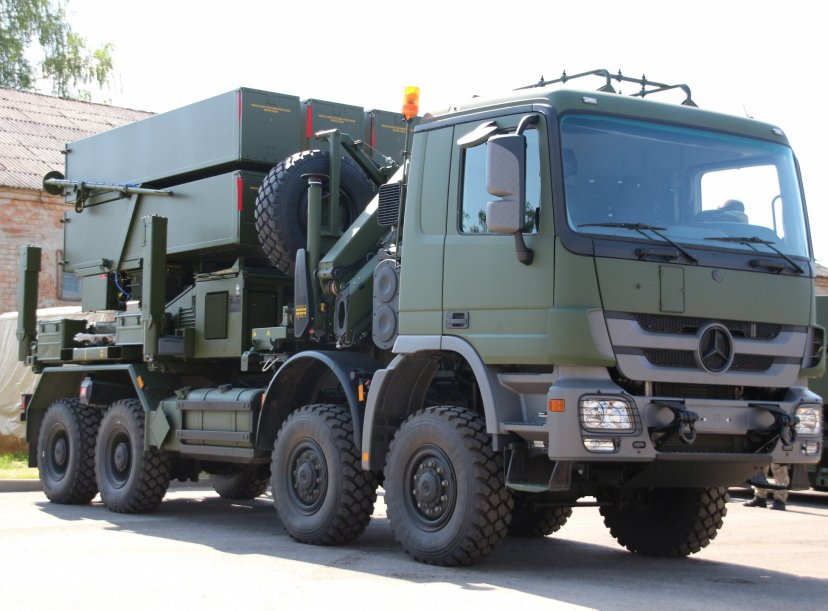
Литовська пускова установка NASAMS

Серед літаків, що раніше перебували на озброєнні повітряних сил були Ан-2, Ан-26, L-39, PZL-104 Wilga та гелікоптери Мі-2, Мі-17 .

## Протиповітряна оборона

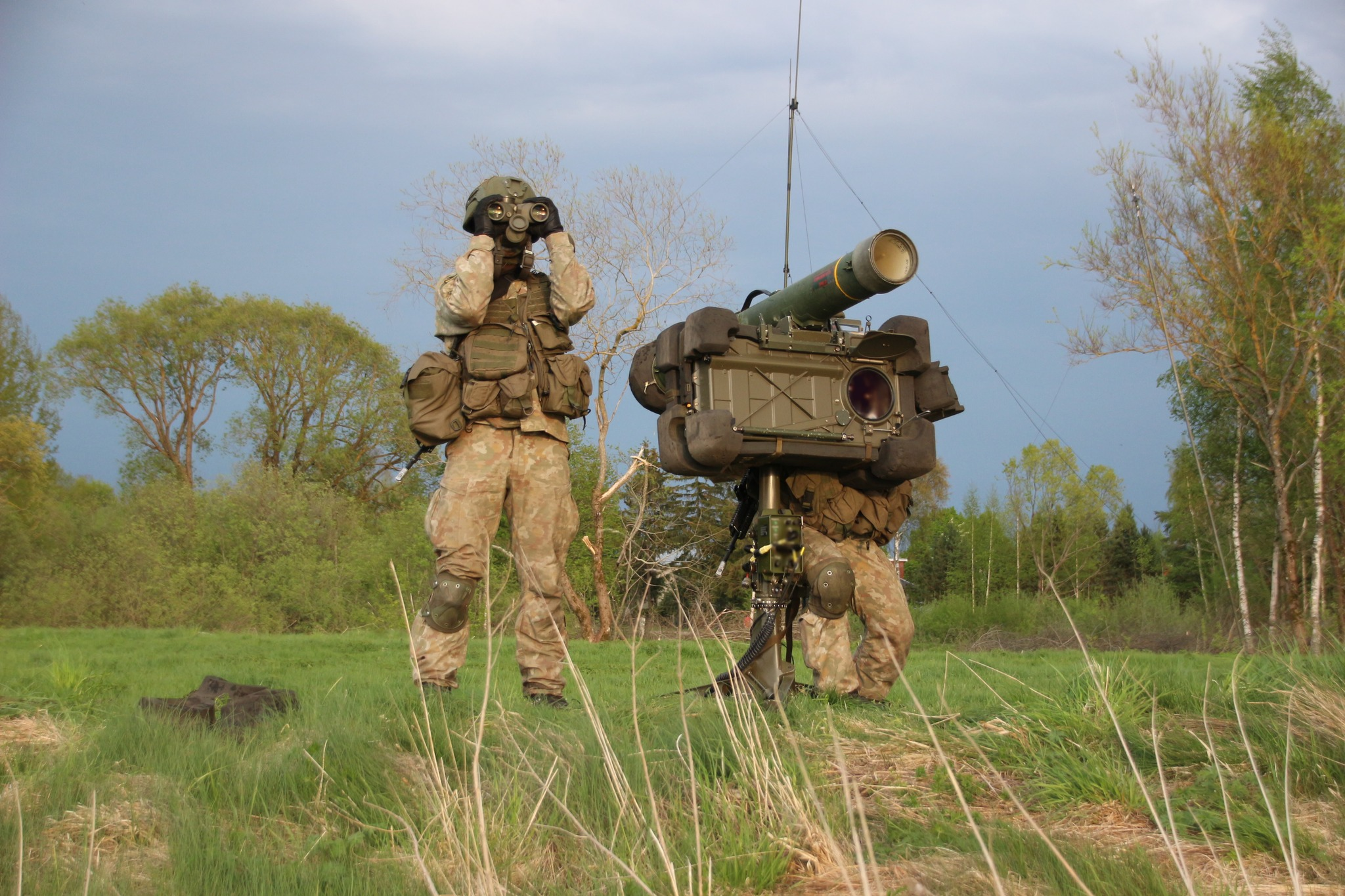
ПЗРК RBS 70

Норвезький зенітний ракетний комплекс середньої дальності NASAMS ІІІ покоління, в кількості 4 комплекси.
Шведський універсальний переносний зенітно-ракетний комплекс (ПЗРК) RBS 70 Rayrider, призначений для ураження повітряних цілей (гелікоптерів та літаків) противника, що низько летять. Розроблено у Швеції компанією Bofors Defence (нині Saab Bofors Dynamics). Поставлено ВПС Литви у кількості 21 одиниця.
Також на озброєнні знаходяться ПЗРК FIM-92 Stinger (8 одиниць), польські ПЗРК Grom (80 одиниць) та 36 одиниць 40mm зенітних гармат L/70.

## Командувачі
З моменту їх відтворення у 1992 році на чолі повітряних сил були наступні офіцери:

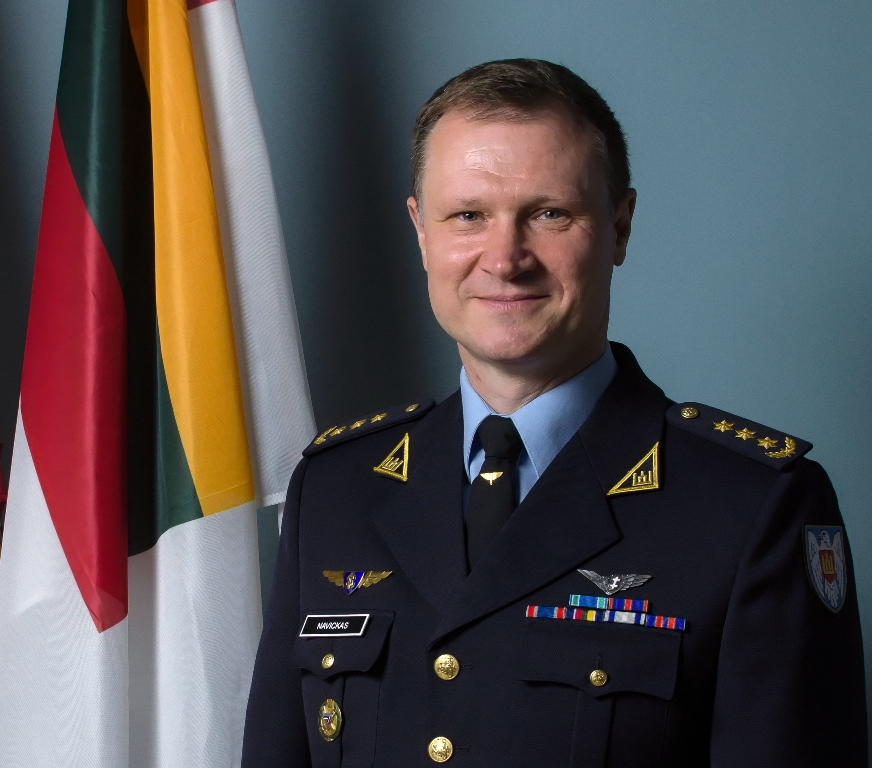
Аудроніс Навіцкас

| Ім'я               | Час на посаді                    | Зауваження                    |
| ------------------ | -------------------------------- | ----------------------------- |
| Зенонас Вегеліціус | 2 січня 1992 — 15 травня 2000    |                               |
| Едвардас Мажейкіс  | 16 травня 2000 — 16 червня 2002  |                               |
| Йонас Патасіус     | 17 червня 2002 — 22 вересня 2002 | виконувач обов'язків          |
| Едмундас Адомінас  | 23 вересня 2002 — 17 серпня 2003 | виконувач обов'язків          |
| Едвардас Мажейкіс  | 18 серпня 2003 — 5 вересня 2004  |                               |
| Йонас Марцинкус    | 6 вересня 2004 — 22 вересня 2005 |                               |
| Артурас Лейта      | 20 січня 2006 — 9 січня 2011     | на посаді з вересня 2005 року |
| Едвардас Мажейкіс  | 10 травня 2011 — 10 червня 2014  | друга каденція                |
| Аудроніс Навіцкас  | З 10 червня 2014                 |                               |

## Виноски
1. ↑  Gamziukas, A.; Ramoška, G. (1999). Lithuanian Air Force 1919-1940. Kaunas: Lietuvos aviacijos muziejus. с. 262. ISBN 9986-557-12-7.
2. ↑  Air Force pilots fly L-39 ZA aircraft again (sic)
3. ↑  Paieškos ir gelbėjimo darbus vykdys kapitaliai suremontuotas sraigtasparnis (лит.) . National Defence Ministry Republic of Lithuania.{{cite web}}:  Обслуговування CS1: Сторінки з параметром url-status, але без параметра archive-url (посилання)
4. ↑  Lithuanian manufacturers for the military (PDF). National Defence Ministry Republic of Lithuania.{{cite web}}:  Обслуговування CS1: Сторінки з параметром url-status, але без параметра archive-url (посилання)
5. ↑  SIPRI Arms Transfers Database. Stockholm International Peace Research Institute. Архів оригіналу за 14 квітня 2010. Процитовано 24 червня 2015.
6. ↑  The Military Balance 2022. IISS (англ.). Процитовано 6 березня 2023.
7. ↑  World Air Forces 2016 pg. 23. Flightglobal Insight. 2016. Архів оригіналу за 19 січня 2016. Процитовано 1 травня 2016.
8. ↑  США погодили продаж Литві 6 гелікоптерів UH-60M Black Hawk. Процитовано 9 липня 2020.
9. ↑  Замовлені Литвою вертольоти UH-60 "Black Hawk" пройдуть модернізацію. Мілітарний (укр.). Процитовано 6 березня 2023.
10. ↑  World Air Forces 2000 pg. 74. flightglobal.com. Процитовано 11 травня 2015.
11. ↑  Nuo 1992 metų Karinėms oro pajėgoms vadovavo. kariuomene.kam.lt (лит.) . 7 січня 2011. Процитовано 30 липня 2016.